# 나이에정
나이에정(일본어: 奈井江町)은 일본 홋카이도 소라치 종합진흥국 관내 중부에 있는 정이다. 일찍이 석탄 산업으로 번창했지만 폐광과 함께 인구가 급격히 감소했다. 농업·공업의 진흥을 도모하는 한편 복지 정책에 역점을 두고 있다.
지명은 정내를 흐르는 나이에강에서 유래한다. 나이에의 ‘나이’가 아이누어로 ‘그 강’을 뜻한다는 설이 있지만 정설은 아니다.

## 지리
홋카이도 소라치 종합진흥국 관내의 거의 중앙에 위치한다. 정역의 서부는 이사카리 평야의 중부, 이시카리강 좌안의 범람원에 있고 중심 시가지 및 농업·공업 지대가 있다. 동부는 소라치 탄전이 있는 유바리 산지에 걸친 산악·삼림 지대이다.

### 인접한 자치체
- 소라치 종합진흥국
  - 스나가와시
  - 비바이시
  - 아시베쓰시
  - 소라치군 가미스나가와정
  - 가바토군 우라우스정, 신토쓰카와정

## 역사
- 1895년 - 나이에 탄전이 발견되었다.
- 1944년 - 나이에촌이 스나가와정(현 스나가와시)에서 분리되었다.
- 1950년 - 정으로 승격해 나이에정이 되었다.

## 교통

### 철도
- 홋카이도 여객철도 하코다테 본선

### 도로
- 도오 자동차도
- 국도 12호선